# 인드리아과
인드리아과(Indriinae)는 여우원숭이의 아과로, 4속 22종이 포함된다.

## 하위 종
- 영장류 (PRIMATES)
  - 곡비원아목 (Strepsirrhini) : 안경원숭이를 제외한 원원류(prosimian)
    - 난쟁이여우원숭이과 (Cheirogaleidae) : 난쟁이여우원숭이와 쥐여우원숭이
    - 여우원숭이과 (Lemuridae) : 여우원숭이
    - 족제비여우원숭이과 (Lepilemuridae) : 족제비여우원숭이
    - 인드리과 (Indriidae)
      - †Archaeolemurinae아과
      - †Palaeopropithecinae아과
      - 인드리아과 (Indriinae)
        - 인드리속 (Indri)
          - 인드리 (Indri indri)

        - 양털여우원숭이속 (Avahi)
          - 베칠레오양털여우원숭이 (Avahi betsileo)
          - 베마라하양털여우원숭이 (Avahi cleesei)
          - 동부양털여우원숭이 (Avahi laniger)
          - 남부양털여우원숭이 (Avahi meridionalis)
          - 무어양털여우원숭이 (Avahi mooreorum)
          - 서부양털여우원숭이 (Avahi occidentalis)
          - 페이리에라스양털여우원숭이 (Avahi peyrierasi)
          - 라마난트소아바나양털여우원숭이 (Avahi ramanantsoavani)
          - 삼비라노양털여우원숭이 (Avahi unicolor)

        - †메소프로피테쿠스속 (Mesopropithecus)
          - †Mesopropithecus dolichobrachion
          - †Mesopropithecus globiceps
          - †Mesopropithecus pithecoides

        - 시파카속 (Propithecus)
          - 왕관시파카 (Propithecus diadema)
          - 비단시파카 (Propithecus candidus)
          - 밀네-에드워즈시파카 (Propithecus edwardsi)
          - 페리에시파카 (Propithecus perrieri)
          - 황금관시파카 (Propithecus tattersalli)
          - 베록스시파카 (Propithecus verreauxi)
          - 코쿠렐시파카 (Propithecus coquereli)
          - 반데르데켄시파카 (Propithecus deckenii)
          - 관시파카 (Propithecus coronatus)

    - 아이아이과 (Daubentoniidae) : 아이아이(마다가스카르손가락원숭이)
    - 로리스과 (Lorisidae) : 로리스원숭이, 포토원숭이 등
    - 갈라고과 (Galagidae) : 갈라고원숭이

  - 직비원아목 (Haplorrhini) : 안경원숭이, 원숭이 그리고 유인원